# Иам
Иа́м (др.-греч. Ἴαμος) — в древнегреческих мифах прародитель легендарного рода прорицателей Иамидов из Элиды. Иам является сыном Евадны и Аполлона, мать выбросила его, и в младенческом возрасте его вскормили мёдом два сероглазых змея, затем долгое время один скрывался в зарослях, пока не получил дар пророчества от своего отца.
«Шестая Олимпийская» ода Пиндара содержит упоминание о том, что Аполлон даровал своему сыну Иаму «двойное сокровище пророческого дара».
- Иамиды. Из рода Иамидов в Элиде был прорицатель Тисамен, переселившийся в Спарту (перв.пол. V в. до н. э.)[6]. Могильный памятник Иамидам находился в Спарте[7]. Из того же рода прорицатель Фрасибул (сын Энея), современник Агиса IV (сер. III века до н. э.)[8]. Род занимался гаданием по огню при алтаре Зевса в Олимпии, гадали по горящим шкурам жертвенных животных[9]. См. также Геродот. История V 44; IX 33; Цицерон. О дивинации I 91.